# Hans Gradmann
Hans Ulrich Gradmann (* 27. Mai 1892 in Forchtenberg; † 20. April 1983 in Tübingen) war ein deutscher Botaniker.

## Leben
Der Sohn von Robert Gradmann studierte von 1910 bis 1914 und nach Kriegsdienst von 1918 bis 1919 Naturwissenschaften und Botanik an der Universität Tübingen unter anderem bei Hermann Vöchting. Während seines Studiums in Tübingen wurde er Mitglied der Tübinger Königsgesellschaft Roigel (1933–1935 Tübinger Burschenschaft Roigel). Ab 1912 studierte er an der Universität Berlin bei Gottlieb Haberlandt. Von 1919 bis 1920 studierte er an der Universität Erlangen. 1920 wurde bei Hans Solereder zum Dr. rer. nat. promoviert. Im selben Jahr war er zunächst Studienassessor in Metzingen, bevor er von Württemberg nach Bayern wechselte. 1921 wirkte er als wissenschaftlicher Assistent, 1923 als Privatdozent und 1931 als außerordentlicher Professor für Botanik an der Universität Erlangen, wo schon sein Vater Geographie lehrte. Am 1. November 1936 wurde er von seinem Amt beurlaubt, am 29. November 1938 wurde ihm seine Lehrbefugnis endgültig entzogen.
So kehrte er wieder in den württembergischen Schuldienst zurück und unterrichtete 1936 Biologie, Chemie und Geographie in Vaihingen an der Enz. Ab September 1938 war er Studienrat an der Spohnoberschule (Oberrealschule) in Ravensburg und zuletzt Oberstudienrat bis zur Versetzung in den Ruhestand 1958 an der Kepler-Oberschule in Tübingen. Nach seiner Pensionierung arbeitete er wieder mehr wissenschaftlich und veröffentlichte in dieser Zeit unter anderem auch biologisch-wissenschaftliche Filme.
Seit 1927 war Gradmann mit Elisabeth geb. Kommerell, einer Tochter von Victor Kommerell, verheiratet.

## Schriften
- Die Bewegungen der Windepflanzen. Jena, Fischer 1921.
- Untersuchungen über die Wasserverhältnisse des Bodens als Grundlage des Pflanzenwachstums. 1928.
- Das Rätsel des Lebens im Lichte der Forschung. München [u. a.], Reinhardt 1962.
- Die Rückkoppelung als Urprinzip der Lebensvorgänge. München, Bayerische Akademie der Wissenschaften 1963.
- Menschsein ohne Illusionen: Die Aussöhnung mit den Naturgesetzen. München, Reinhardt 1970.

## Filme
- Zusammenwirken von Geotropismus und Phototropismus bei der Haferkoleoptile – Aufnahmen aus den Jahren 1925 und 1926. Göttingen : IWF 1981
- Bewegungen der Rankenpflanze Sicyos angulatus (Cucurbitaceae) – Aufnahmen aus den Jahren 1925 und 1926. Göttingen : IWF 1981